# Joseph und seine Brüder
Die Roman-Tetralogie Joseph und seine Brüder, veröffentlicht zwischen 1933 und 1943, ist das umfangreichste Romanwerk von Thomas Mann. Inspiriert durch eine Palästinareise im Jahr 1925 begann der Autor 1926 in München mit der Niederschrift. Die ersten beiden Bände erschienen noch bei S. Fischer in Berlin. Abgeschlossen wurde der Roman 16 Jahre später, 1943, im kalifornischen Exil.
Die Tetralogie umfasst die Romane:

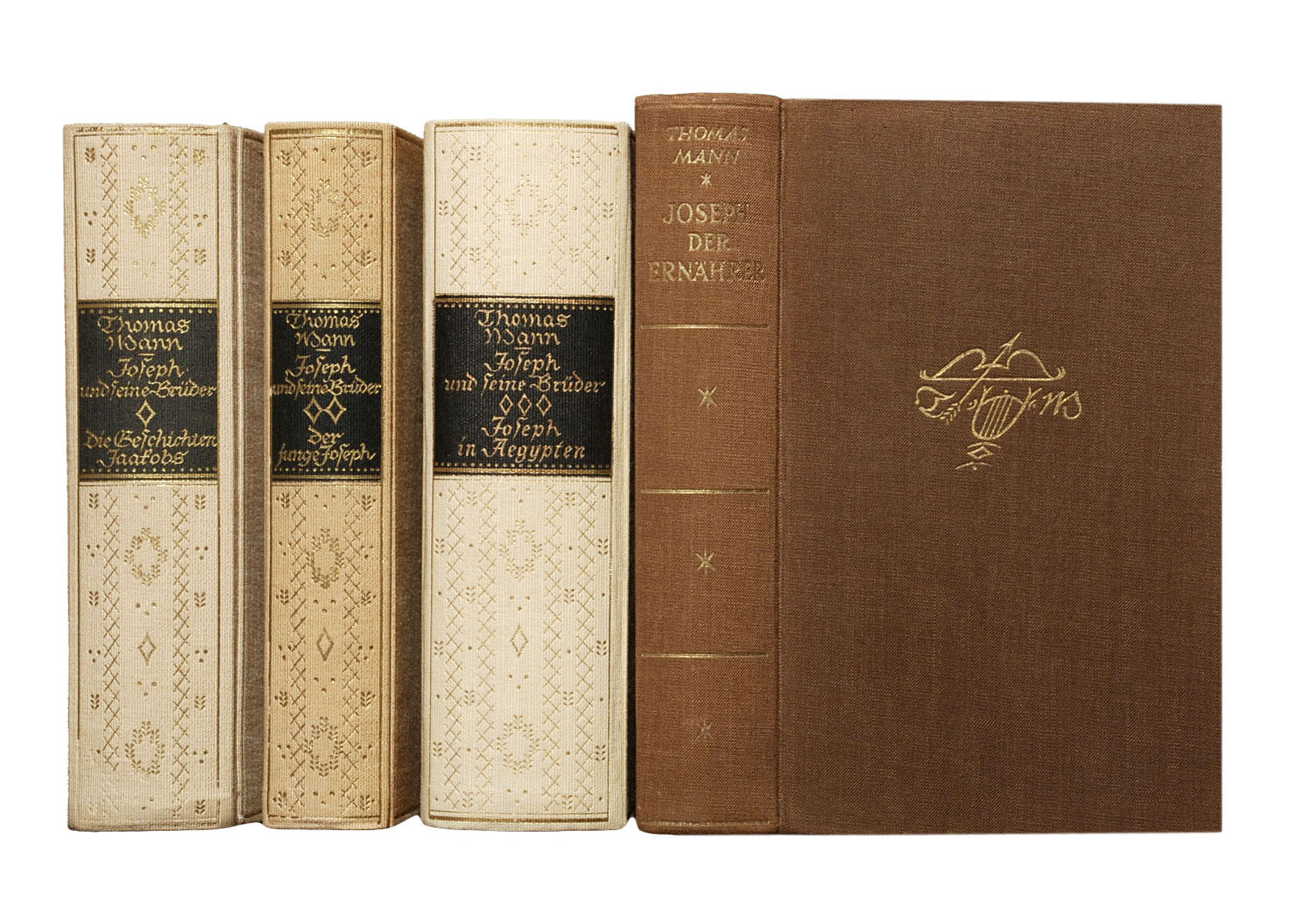
Einbände der Erstausgaben

1. Die Geschichten Jaakobs (Entstehungszeit: Dezember 1926 – Oktober 1930; veröffentlicht Berlin, 10. Oktober 1933)
2. Der junge Joseph (Entstehungszeit: Januar 1931 – Juni 1932; veröffentlicht Berlin, 20. März 1934)
3. Joseph in Ägypten (Entstehungszeit: Juli 1932 – 23. August 1936; veröffentlicht Wien, 15. Oktober 1936, bei Bermann-Fischer)
4. Joseph, der Ernährer (Entstehungszeit: 10. August 1940 – 4. Januar 1943; veröffentlicht Stockholm [offenbar Dezember] 1943, bei Bermann-Fischer).

## Anregungen, Vorbilder
Joseph und seine Brüder wurde als novellenhafte Ausformulierung der biblischen Geschichte von Jakobs (Thomas Mann schreibt „Jaakob“) Lieblingssohn Joseph und dessen Lebensweg (Genesis 37–50) begonnen. Die Anregung zu dem Werk schöpfte Thomas Mann aus Johann Wolfgang Goethes autobiografischer Schrift Dichtung und Wahrheit. In deren viertem Buch schreibt Goethe über die biblische Erzählung: „Höchst anmutig ist diese natürliche Erzählung, nur erscheint sie zu kurz, und man fühlt sich berufen, sie ins einzelne auszumalen.“

## Die Geschichten Jaakobs
Die Erstausgabe erschien im Oktober 1933 bei S. Fischer in Berlin. Nach der Machtübernahme hatte sich Thomas Mann mit seiner Familie am 27. September 1933 in Küsnacht am Zürichsee niedergelassen; seine Bücher konnten noch bis zur Emigration des Fischer-Verlages in Deutschland erscheinen.
„Tief ist der Brunnen der Vergangenheit.“ Mit diesen Worten beginnt das als „Höllenfahrt“ überschriebene Vorspiel der Tetralogie. Am Brunnen und in der Nacht beginnen Die Geschichten Jaakobs. Hier trifft der greise Jaakob den siebzehnjährigen Joseph, den Liebling unter seinen zwölf Söhnen. Joseph tritt vor uns als hübscher, lebhafter, aber auch eitler Mondschwärmer. Vater Jaakob macht sich Sorgen, ihn am Brunnenabgrund zu finden und dazu halb nackt. Er fragt, warum Joseph nicht bei seinen Brüdern sei. Zu seinem Kummer muss er hören, dass sein Vorzugskind von einem der Brüder „Laffe und Hürchen“ genannt worden ist. Der Bruderzwist, der im Verkauf des jungen Joseph nach Ägypten gipfeln wird, hat begonnen.
Die Begegnung von Vater und Sohn gibt den Anlass für einen umfassenden Rückblick auf Jaakobs Leben: Wir erfahren, wie er seinen um ein Weniges älteren Zwillingsbruder Esau um den väterlichen Segen und somit das Erstgeburtsrecht betrog. Den Zorn und die Rache des Bruders fürchtend, flieht Jaakob nach Haran. Dort verdingt er sich bei seinem Onkel Laban und verliebt sich in dessen Tochter Rahel. Als er um ihre Hand anhält, stellt ihm Laban die Bedingung, sieben Jahre für ihn zu arbeiten, bevor er als Lohn Rahel heiraten dürfe. Als nach Ablauf dieser Zeit endlich Hochzeit gefeiert wird, stellt sich für Jaakob am nächsten Morgen heraus, dass Laban ihn betrogen hat: Er hatte ihm seine ältere Tochter Lea verschleiert zugeführt. Noch einmal muss Jaakob seinem Onkel sieben Jahre dienen, damit er auch Rahel heiraten darf.
Während die Söhne, die Jaakob mit Lea hat, heranwachsen, bleibt Rahel unfruchtbar. Wie einst die Magd Hagar dem Abraham einen Sohn gebar, so gebären die Mägde Bilha und Silpa dem Jaakob Söhne. Zehn Kinder hat er bereits, da bringt Rahel endlich Joseph zur Welt, des schon hoch gealterten Jaakob lang erwünschtes Kind mit der „Richtigen“, endlich den „richtigen“ Sohn: Joseph, auch Jaschup – was so viel heißt wie Mehrung und Zunahme. Als Hinweis auf den Höchsten nennen die Eltern ihn auch Jehoseph.
In den Jahren in Labans Diensten kommt Jaakob zu Reichtum, kehrt nach Kanaan zurück und versöhnt sich mit Esau.

## Der junge Joseph
- Der zweite Band beschreibt die Eitelkeiten und das noch unbestimmte Sendungsbewusstsein des jungen, verwöhnten Joseph. Aufgrund des Hasses, den er bei seinen Brüdern genährt hat, wird er von diesen an Händler verkauft, die ihn nach Ägypten mitnehmen. Aus Joseph ist ein Sklave geworden.

Der Patriarch Jaakob hätschelt Joseph als sein Lieblingskind. Im Gegenzug hinterbringt dieser dem Vater die Missetaten seiner Halbbrüder. Nur seinem Vollbruder Benjamin, bei dessen Geburt Jaakobs große Liebe Rahel gestorben war, ist Joseph zugetan. Joseph schwatzt dem Vater ein wertvolles Gewand ab, welches sein Erstgeburtsrecht symbolisiert. Zwar ist Joseph nicht der Erstgeborene, doch er ist das erste Kind von Rahel, der Frau, die von Jaakob über alles geliebt wurde. Dann verkündet er den Brüdern mit viel Eigenliebe seine hochfahrenden Träume. Deren Groll steigert sich so sehr, dass sie mit ihren Herden in das entfernte Schekem abziehen. Joseph wird ihnen vom Vater nachgeschickt in der stillen Hoffnung, es komme zu einer Aussöhnung der Brüder. Als Joseph sich ihnen bei seiner Ankunft in dem kürzlich erhaltenen Prachtgewand präsentiert und vorgibt, er komme im väterlichen Auftrag, sie zu kontrollieren, können die Brüder ihre angesammelte Wut nicht mehr unterdrücken. Sie fallen allesamt über ihn her und verprügeln ihn, werfen ihn in eine trockene Zisterne, lassen ihn dort drei Tage schmachten und verkaufen ihn am vierten Tage als Sklaven an vorbeiziehende ismaelitische Händler, deren Karawane auf dem Weg nach Ägypten ist.

## Joseph in Ägypten
- Der dritte Band, „Joseph in Ägypten“, ist der umfangreichste Roman der Tetralogie, dessen Handlung in der Bibel in nur 22 Versen geschildert wird. Er beschreibt Josephs Karriere im Hause Potiphars und den Konflikt mit Potiphars Frau, der letztlich eskaliert und dazu führt, dass Joseph in Ägypten ins Gefängnis geworfen wird.

Joseph kommt als Sklave und Handelsware der Ismaeliter nach Ägypten, wo ihn der Hausmeier Mont-Kaw als Sklaven für den Haushalt des Potiphar (im Roman meist Peteprê genannt) erwirbt. Eingedenk seines „Todes“ und dreitägigen „Begräbnisses“ im Brunnen, nennt sich Joseph in Ägypten „Osarsiph“, „Joseph der Osiris“, wie nach ägyptischem Brauch die Toten angesprochen werden. Gestorben ist er seinem alten Leben, für Vater und Familie geborgen in der Zeitlosigkeit des Todes.
Josephs Beredsamkeit, sein Geschick und sein blendendes Aussehen gleichermaßen verhelfen ihm rasch zum Aufstieg. Nach dem Tode Mont-Kaws folgt er ihm im Amt des Hausmeiers nach. Unter Josephs geschickter Leitung gedeiht der Haushalt und wächst der Wohlstand Potiphars.
Potiphar selbst wurde als Kind von seinen Eltern, dem Geschwister-Elternpaar Huij und Tuij, kastriert (wofür es in der biblischen Vorlage freilich keinen Hinweis gibt). Auf diese Weise wurde ihr Sohn von dem Makel der Geschwisterehe gereinigt und ihm eine Karriere als Höfling eröffnet. Als Groß-Eunuch des Pharaos eine der mächtigsten Hofschranzen, turmhaft von Gestalt, hoheitsvoll in seiner Erscheinung, ist er aber ernst und verschlossen. Wie er als Eunuch zur Ehe nur der Form nach taugt, sind auch seine Hofämter im Grunde nur leere Titel. Von mächtigem Körperbau und ausgestattet mit prächtigen Titeln, ist Potiphar doch auf Schonung und Diskretion von Seiten seiner Umgebung angewiesen.
Die Frau Potiphars, deren Namen Mut-em-Enet wir – im Gegensatz zur Bibel – im Josephsroman erfahren dürfen, ist begreiflicherweise von ihrer nicht vollzogenen Ehe enttäuscht. Während dreier Jahre nähert sich Mut-em-Enet Joseph immer offener, getrieben von ihrem unerfüllten Verlangen, das immer rasender wird und schließlich unverblümt ausbricht. Die Geschichte gipfelt in der bekannten Schlafzimmerszene; Joseph flieht und lässt sein Obergewand bei Potiphars Frau zurück.
Potiphar verurteilt nach seiner Rückkehr den fälschlich des sexuellen Übergriffs angeschuldigten Joseph zum Gefängnis. Zum zweiten Male fährt Joseph „in die Grube“.

## Joseph, der Ernährer

Verlagsumschlag (Hugo Steiner-Prag) des Erstdrucks 1943

- „Joseph, der Ernährer“ schließt die Tetralogie ab. Joseph gelingt es, dem Pharao dessen Traum von den sieben fetten und mageren Kühen sowie von den sieben vollen und leeren Kornähren zu deuten. In dem darauf folgenden Gespräch erkennt der Gottkönig – in Thomas Manns Josephserzählung nimmt Amenophis IV./Echnaton die Rolle Pharaos ein – in Joseph einen ihm Ebenbürtigen und erhöht den Gefangenen zu seinem Stellvertreter. Joseph wird beauftragt mit dem Abgabenwesen des Landes Ägypten und dessen Vorratshaltung.

Die Identifikation des Pharao im Josephsroman mit Echnaton ist für Thomas Mann erzähldramaturgisch wichtig, weil er darüber eine Parallele zum Eingottglauben Abrahams und damit zum späteren jüdischen Monotheismus ziehen kann.
Durch geschickte Reorganisation des Landes kann Joseph nicht nur ausreichend Vorräte sammeln, um periodisch auftretenden Hungersnöten zu begegnen, es gelingt ihm darüber hinaus, den selbstbewussten Adel dem Pharao zu unterwerfen. Als es zu einer besonders lang anhaltenden Hungersnot kommt, können die umliegenden Völker dank Josephs Vorsorge ebenfalls überleben. Auch Josephs Brüder sehen sich gezwungen, nach Ägypten zu kommen, um Korn zu kaufen. Nach einigem Schabernack an den ehemals feindseligen Brüdern offenbart sich der mächtige Stellvertreter Pharaos und verzeiht ihnen. Jaakob und sein Anhang, das Volk Israel, darf sich im Land Goschen ansiedeln.

## Interpretation

### Die biblische Überlieferung im Spiegel des Josephsromans
Die Bibel gibt die Josephsgeschichte innerhalb der Überlieferung von den Erzvätern Abraham, Isaak und Jakob wieder. Abraham ist der Onkel Lots, Isaak der Vater Jakobs, Jakob und Esau sind Brüder.
Die biblischen Personen verkörpern in der Darstellung Thomas Manns eher Typen als Einzelpersonen: Es gibt immer einen Großknecht des Patriarchen, dem „die Erde entgegenspringt“. Dieser Knecht heißt immer Elieser, nach dem ersten Knecht, der diesen Namen trug und der für seinen Herrn auf Brautschau ging. In der biblischen Person (und ebenso in der Romanfigur) fließen viele Einzelpersonen zum Idealbild des Großknechts zusammen. Auf gleiche Weise bildet sich aus vielen Einzelpersonen der Patriarch, mit dem die Verheißung ist, und auf dem der Segen Gottes ruht.
Im Gegensatz zum zyklischen Weltbild der babylonischen Kultur endet Thomas Manns Tetralogie mit dem Verdämmern und Undeutlichwerden der Hauptfigur im „Brunnen der Vergangenheit“. Der Mann, auf dem der Segen Gottes sichtbar ruhte, hat zwar Kinder, diese gehen aber in der Kultur ihrer ägyptischen Umgebung auf und tragen die göttliche Verheißung ebenso wenig weiter, wie sie die nomadische Lebensweise ihrer Urväter fortsetzen. Somit ist in Thomas Manns Epos, im Gegensatz zum linearen Geschichtsverständnis der Bibel, die Zukunft nicht offen.

### Joseph, Schönheit, Tod
Die körperliche Schönheit und das gewinnende Wesen Josephs, seine bunte Kleidung und die Neigung zu Eitelkeit und Selbstbewunderung weisen Parallelen zu anderen Romangestalten Thomas Manns auf, wie beispielsweise Tadzio im „Tod in Venedig“ oder Felix Krull –, auch in ihrer homoerotischen Tendenz.
Deutlich werden die Parallelen zum babylonischen Fruchtbarkeitskult des Tammuz ausgesprochen. Wie der nahöstliche Hirtengott fährt Joseph im Roman „in die Grube“. Das Ereignis wird durch seine Verdopplung in seiner Bedeutung bekräftigt: Zum ersten Mal „stirbt“ Joseph, als die Brüder ihn in den Brunnen werfen. Die Assoziationen zu Grab und Mutterschoß sind im Roman offen ausgesprochen. Nach seiner Auferstehung hat sich der junge Joseph verändert, er wird selbstkritischer, anspruchsvoller und listiger. Zum zweiten Mal steigt Joseph während seiner Gefangenschaft in Ägypten in das Grab, diesmal ins Gefängnis. Beide Male sorgt der Segen Gottes dafür, dass Joseph wieder „sein Haupt erheben“ kann.
Doch Joseph wird kein Patriarch und setzt die Tradition der Hebräer nicht fort. Das Erstgeburtsrecht und der vererbliche Segen Jaakobs geht – im Roman ebenso wie im biblischen Bericht – auf den viertältesten der Brüder über: Juda, den seine Schwiegertochter Thamar wider seinen Willen zum Stammvater des Geschlechts macht, dem später König David und Jesus entstammen. Joseph gehört also nicht zu den Vorfahren Jesu; im Roman sind seine merkwürdig kurz abgehandelten Kinder trotz ihrer hebräischen Namen Ägypter, keine Verheißungsträger mehr. Hier endet die biblische und literarische Parallele zu ähnlichen Gestalten (König David, Jesus), auf die auch Thomas Manns Roman wiederholt anspielt. Für Joseph gibt es anders als für Tammuz keine Wiedergeburt im Frühling, der Blender ist unfruchtbar, der Schöne ist dem Tod anheimgegeben. Dies ist ein Kerngedanke im Gesamtwerk Thomas Manns.

### Rezeption
Nach eigenem Zeugnis fand Thomas Mann in der kontinuierlichen Arbeit an den Büchern Halt und Stetigkeit in den blutigen Jahren des Zweiten Weltkriegs.
Eine Parallele Josephs des Ernährers zu Franklin D. Roosevelt und seinem New Deal wurde zur Entstehungszeit des Romans in den USA durchaus gesehen und gewürdigt.
Dass sich Mann ausgerechnet in der Zeit des Nationalsozialismus so ausdauernd mit einem Stoff der jüdischen Tradition befasst hat, trug wesentlich zu der Hochachtung bei, die dem Autor und seinem Werk im Staat Israel schon kurz nach dem Zweiten Weltkrieg entgegengebracht wurde.
Manns überzeugende „textkritische“ oder „schriftstellerische“ Interpretation der Josephserzählung hat möglicherweise wiederum die theologische Forschung beeinflusst.

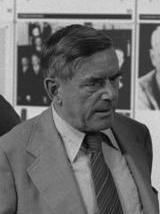
Golo Mann (1978)

Golo Mann, der den Wert mancher Werke seines Vaters, wie z. B. Tonio Kröger, skeptisch beurteilte, habe Joseph und seine Brüder den Rang von Ilias und Odyssee zugesprochen – so Marcel Reich-Ranicki in Erinnerung an ein Gespräch mit Golo Mann, mitgeteilt in der Fernsehsendung Das Literarische Quartett am 17. August 2005. Die wenig gelesenen Josephs-Bände gelten namhaften Thomas-Mann-Forschern als dessen Hauptwerk.
Eine sechsstündige Bühnenfassung von John von Düffel wurde im Februar 2009 am Düsseldorfer Schauspielhaus uraufgeführt. Die Theaterkritik wertete, der neueren germanistischen Forschung folgend (Eckhard Heftrich, Dieter Borchmeyer), Manns epische Josephs-Dichtung als orientalisch-heiteren Gegenentwurf zu dem nordisch düsteren Nibelungen-Mythos Richard Wagners.
Josef und seine Brüder – Die Berührte, sechstes „Hauptstück“ des dritten Bandes Joseph in Ägypten, wurde in einer Bühnenfassung von Herbert Schäfer am 5. Dezember 2013 im Theater in der Josefstadt uraufgeführt.
Nach der Romanvorlage entstanden auch zwei Hörspiele unter dem Titel Wie Joseph verkauft ward. Die erste Fassung erstellte Gert Westphal 1975 beim Bayerischen Rundfunk, bei der er auch die Regie und die Rolle des Erzählers übernahm. 1980 produzierte das ORF-Landesstudio Oberösterreich eine weitere Adaption, bei der Ferry Bauer die Regie führte.
Der SWR startete mit einer umfangreichen Hörspielfassung des Romans. 2023 erschien das Vorspiel: Höllenfahrt, 2024 das erste Buch Die Geschichten Jaakobs als 7-teiliges Hörspiel.

## Textausgaben
Historisch-kritische Ausgabe
- Joseph und seine Brüder I. Text und Kommentar. Große Kommentierte Frankfurter Ausgabe, Band 7.1 und 7.2. Herausgegeben von Jan Assmann, Dieter Borchmeyer und Stephan Stachorski. S. Fischer Verlag, Frankfurt am Main 2018, Textband ISBN 3-10-048328-6, Kommentarband ISBN 3-10-048329-4
- Joseph und seine Brüder II. Text und Kommentar. Große Kommentierte Frankfurter Ausgabe, Band 8.1 und 8.2. Herausgegeben von Jan Assmann, Dieter Borchmeyer und Stephan Stachorski. S. Fischer Verlag, Frankfurt am Main 2018, Textband ISBN 3-10-048336-7, Kommentarband ISBN 3-10-048335-9

Leseausgaben
Taschenbuchausgabe in vier Einzelbänden, erschienen 1991:
- Die Geschichten Jaakobs. S. Fischer Verlag, Frankfurt am Main, ISBN 3-596-29435-5.
- Der junge Joseph. S. Fischer Verlag, Frankfurt am Main, ISBN 3-596-29436-3.
- Joseph in Ägypten. S. Fischer Verlag, Frankfurt am Main, ISBN 3-596-29437-1.
- Joseph, der Ernährer. S. Fischer Verlag, Frankfurt am Main, ISBN 3-596-29438-X.